# Hyphessobrycon taurocephalus
Hyphessobrycon taurocephalus är en fiskart som beskrevs av Ellis, 1911. Hyphessobrycon taurocephalus ingår i släktet Hyphessobrycon och familjen Characidae. Inga underarter finns listade i Catalogue of Life.